# Oruç Bey
Oruç Bey (Oruç bin Âdil, in turco ottomano اوروچ بن عادل; Edirne, ... – ...; fl. XV-XVI secolo) è stato uno storico ottomano.
Della sua vita privata non si sa quasi nulla. In base alle informazioni contenute nell'introduzione della sua cronaca, si ritiene che fosse un funzionario nato a Edirne e che suo padre fosse un fabbricante di seta.

## Opere
L'opera di Oruç Bey si chiama Oruç Bey Tarihi ("Storia di Oruç Bey"), talvolta denominata in modo simile ad altre cronache ottomane "Tevârîh-i Âl-i Osman" (Storia della casa di Osman). È scritta in turco ottomano e descrive la storia ottomana fino alla Hijrah 907 (anno1501/1502). La sua cronaca è considerata una fonte importante per la storia del primo Impero ottomano.